# Prostredné Sivé pleso
Prostredné Sivé pleso je ledovcové jezero ve skupině Sivých ples ve Velké Studené dolině ve Vysokých Tatrách na Slovensku. Má rozlohu 1,0810 ha, je 233 m dlouhé a 99 m široké. Dosahuje maximální hloubky 4,8 m a objemu 15 523 m³. Leží v nadmořské výšce 2013 m.

## Okolí
Západně od plesa se zvedá Sivý hrebeň, který je na severu zakončený Javorovým štítem. Na severu se nachází Vyšné Sivé pleso a nad ním se kotlina zvedá do Javorového sedla. Na jihu se pod  žlutou turistickou značkou nachází Nižné Sivé pleso.

## Vodní režim
Plesem protéká Sivý potok, který do něj přitéká ze severu z blízkého Vyšného Sivého plesa a odtéká z jižního konce přes turistický chodník do Nižného Sivého plesa. Rozměry jezera v průběhu času zachycuje tabulka:
| Rok     | Měření prováděl   | Rozloha ha | Délka m | Šířka m | Hloubka max.m | Objem m³ |
| ------- | ----------------- | ---------- | ------- | ------- | ------------- | -------- |
| 1931–32 | Józef Szaflarski  | 0,878      | 160     | 97      | 5,2           | [ 2 ]    |
| 1961–67 | pracovníci TANAPu | 1,07       | 233     | 99      | 4,7           | [ 2 ]    |
| 2005    | Gregor, Pacl      | 1,0810     | [ 2 ]   | [ 2 ]   | 4,8           | 15 523   |

## Přístup
Pleso je veřejnosti přístupné každoročně v období od 16. června do 31. října.  žlutá turistická značka prochází po jižním a jihovýchodním břehu jezera. Pěší přístup je možný:
- Po  žluté turistické značce od Téryho chaty,
- Po  žluté turistické značce od Zbojnícke chaty,
- Po  modré turistické značce od Rainerovy chaty a dále po  žluté turistické značce,
- Po  modré turistické značce z Lysé Poľany a dále po  žluté turistické značce.